# Cathleen Sutherland
Cathleen Sutherland (geboren in Austin, Texas, Vereinigte Staaten) ist eine amerikanische Filmproduzentin. Für ihre Arbeit an dem Film Boyhood wurde sie bei der Oscarverleihung 2015 für einen Oscar nominiert.
Sutherland wuchs in Austin auf, zog aber mit 15 von zu Hause aus, um die High School for the Performing and Visual Arts in Houston zu besuchen. 1985 wirkte sie in einer kleinen Rolle beim Film Zeit der Vergeltung (The Legend of Billie Jean) mit.
Im zweiten Produktionsjahr von Richard Linklaters Boyhood wurde sie Produktionsleiterin. Als einer der Filmproduzenten das Projekt verließ, wurde sie zusätzlich noch Produzentin.
Sie ist alleinerziehende Mutter einer Tochter, die im selben Alter wie der Hauptdarsteller Ellar Coltrane ist. Als Sutherland die Arbeit als Produktionsleiterin annahm, nahm sie zusätzlich ihr Studium wieder auf, um es abzuschließen. 2004 machte sie ihren Bachelor an der University of Texas. Aufgrund ihrer eigenen Erfahrungen, sagt sie, kann sie sich in den Figuren des Films wiederfinden.
Matt Lankes, ihr Bruder, dokumentierte photographisch die über 12 Jahre dauernde Produktion von Boyhood.
Sutherland lebt in Austin.